# Ingrid Moe Wold
Ingrid Moe Wold (* 29. Januar 1990 in Gjøvik) ist eine norwegische ehemalige Fußballspielerin, die von 2009 bis 2019 für Lillestrøm SK Kvinner spielte und von 2020 bis 2021 für den FC Everton. Seit 2012 spielte sie auch für die Norwegische Fußballnationalmannschaft der Frauen. 

## Werdegang

### Vereine
Ingrid Moe Wold spielte in ihrer Jugend bei Kapp IF und Gjøvik FK. 2009 wechselte sie zum Team Strømmen FK, das seit 2010 als Lillestrøm SK Kvinner antritt und mit dem sie 2014, 2015, 2016 und 2018 Pokalsiegerin und 2012, 2014, 2015, 2016, 2017 und 2018 Norwegischer Meister wurde. Damit qualifizierte sich die Mannschaft jeweils direkt für das Sechzehntelfinale der UEFA Women’s Champions League. 2013/14 scheiterte sie aber dort bereits mit ihrer Mannschaft an LdB FC Malmö und 2016/17 an Paris Saint-Germain. 2015/16 und 2017/18 war im Achtelfinale Endstation gegen den 1. FFC Frankfurt im Elfmeterschießen bzw. Manchester City. 2018/19 wurde erstmals das Viertelfinale erreicht, wo die Frauen des FC Barcelona stärker waren. Moe Wold wurde in allen Spielen eingesetzt und spielte jeweils über die volle Distanz. 2019/20 scheiterten die Norwegerinnen dagegen in der Qualifikation. Im Januar 2020 wechselte sie zu Madrid CFF. Dort kam sie auch bedingt durch die COVID-19-Pandemie nur zu acht Einsätzen. Im Juli 2020 wechselt sie zum FC Everton. Im Mai 2021 gab sie das Ende ihrer Karriere bekannt.

### Nationalmannschaften
Ingrid Moe Wold war Stammspielerin in den norwegischen Juniorinnenmannschaften und nahm mit der U-19-Mannschaft an der U-19-Fußball-Europameisterschaft der Frauen 2008 in Frankreich teil, bei der Norwegen das Finale erreichte, dies gegen Italien aber mit 0:1 verlor. Im selben Jahr nahm sie mit der U-20-Mannschaft zudem an der U-20-Fußball-Weltmeisterschaft der Frauen 2008 in Chile teil, bei der Norwegen aber in der Vorrunde ausschied. Ein Jahr später nahm sie auch an der U-19-Fußball-Europameisterschaft der Frauen 2009 teil, bei der Norwegen ebenfalls in der Vorrunde ausschied.
Es folgten Einsätze in der U-23-Mannschaft und am 17. Januar 2012 kam sie zu ihrem ersten A-Länderspiel im Spiel gegen Schweden in La Manga, Spanien. Für die EM 2013 wurde sie aber nicht berücksichtigt und auch 2014 kam sie nur zu einem Kurzeinsatz. Für den Algarve-Cup 2015 wurde sie dann wieder berücksichtigt und in zwei Spielen eingesetzt, darunter das Platzierungsspiel gegen Dänemark. In diesem gelang ihr auch ihr erstes Länderspieltor zum zwischenzeitlichen 4:1 (Endstand 5:2). Im Mai 2015 wurde sie auch für die WM 2015 nominiert. Sie wurde in den vier Spielen der Norwegerinnen eingesetzt, die im Achtelfinale gegen England ausschieden. Durch die Achtelfinalniederlage wurde die direkte Qualifikation für die Olympischen Spiele 2016 verpasst. Die Norwegerinnen hatten aber noch die Chance sich beim Qualifikationsturnier für die Olympischen Spiele 2016 den letzten europäischen Startplatz zu sichern. Für dieses Turnier wurde sie auch nominiert und in den drei Spielen eingesetzt. Sie konnte sich mit ihrer Mannschaft aber nicht qualifizieren. 
Die anschließende Qualifikation zur EM 2017 wurde mit sieben Siegen und einem Remis als Gruppensieger abgeschlossen. Beim Algarve-Cup 2017 wurde sie in drei Spielen eingesetzt. Die Norwegerinnen konnten aber nur das Spiel um Platz 11 gegen Gastgeber Portugal gewinnen, was für die Norwegerinnen die schlechteste Platzierung in der Turniergeschichte bedeutete.
Bei der EM, wo sie in den drei Spielen eingesetzt wurde, blieben die Norwegerinnen dann erstmals ohne Torerfolg und schieden als Gruppenletzte aus. Bei der darauf folgenden Qualifikation zur WM 2019 gehörte sie zu den acht Norwegerinnen, die alle acht Qualifikationsspiele mitmachten. Am Ende wurden sie vor Europameister Niederlande Gruppensieger. Ihren ersten Turniererfolg hatte sie 2019 mit dem Gewinn des Algarve-Cups. Am 2. Mai wurde sie für die WM 2019 und damit ihre zweite WM nominiert. Bei der WM kam sie in den fünf Spielen der Norwegerinnen zum Einsatz. Durch eine 0:3-Niederlage gegen England im Viertelfinale schied sie mit ihrer Mannschaft aus und verpasst damit auch die Olympischen Spiele 2020.
In der Qualifikation für die EM 2022 wurde sie in allen sechs Spielen der Norwegerinnen eingesetzt. Da sie nach den sechs Spielen qualifiziert waren, fanden die letzten beiden Spiele, die wegen der COVID-19-Pandemie mehrfach verschoben worden waren und die keinen Einfluss mehr auf die übrige Qualifikation hatten, nicht mehr statt. 

## Erfolge
- Norwegische Meisterin 2012, 2014, 2015, 2016, 2017, 2018 und 2019
- Norwegische Pokalsiegerin  2014, 2015, 2016, 2018 und 2019
- Algarve-Cup-Siegerin 2019